# Баррінгтон-Топс
Баррінгтон-Топс — частина Великого Вододільного хребта у Новому Південному Уельсі, Австралія, між Глостером і Скоуном. Ще у 1934 році ця територія була важкодоступною. Проте доступ до цього району та його дослідження відбулися набагато раніше.
Частину території перетворену на Національний парк Баррінгтон-Топс і Державний заповідник Баррінгтон-Топс.
Інвазивні види є проблемою в деяких районах Баррінгтон-Топс. У тут зустрічаються здичавілі здичавілі коні, кози, собаки, коти, свині, лисиці та олені. Службою національних парків і дикої природи вживаються заходи контролю їх популяції. Жарновець віниковий (Cytisus scoparius) уразив 10 тис. га Національного парку. Засоби біологічної боротьби з останнім, включно з галловим кліщем (Aceria genistae), перевіряються на ефективність.
Проект Озі-Арк (Aussie Ark — «Австралійський ковчег») розселив тасманійських дияволів поблизу Баррінгтон-Топсу в рамках порятунку зникаючих видів. Наприкінці 2020 року 26 дорослих дияволів було випущено на територію площею 400 га, а до кінця квітня 2021 року народилося сім малюків, а до кінця року очікується до 20 особин.